# 24647 Maksimachev
24647 Maksimachev è un asteroide della fascia principale. Scoperto nel 1985, presenta un'orbita caratterizzata da un semiasse maggiore pari a 2,2264511 UA e da un'eccentricità di 0,2288107, inclinata di 3,55438° rispetto all'eclittica.